# Baratajaya
Baratajaya is een bestuurslaag in het regentschap Soerabaja van de provincie Oost-Java, Indonesië. Baratajaya telt 15.714 inwoners (volkstelling 2010).